# 叶店叶氏宗祠
叶店叶氏宗祠，位于中华人民共和国浙江省金华市婺城区白龙桥镇，是浙江省省级文物保护单位之一。
2017年1月19日，叶店叶氏宗祠被列入第七批浙江省文物保护单位，该文物保护单位是一座古建筑。